# Pennavaira
Il Pennavaira (Pennavaire in ligure) è un torrente lungo circa 20 km. Assieme con il Neva è uno dei due unici torrenti del Piemonte che nascono nel bacino idrografico ligure e non in quello padano.

## Percorso

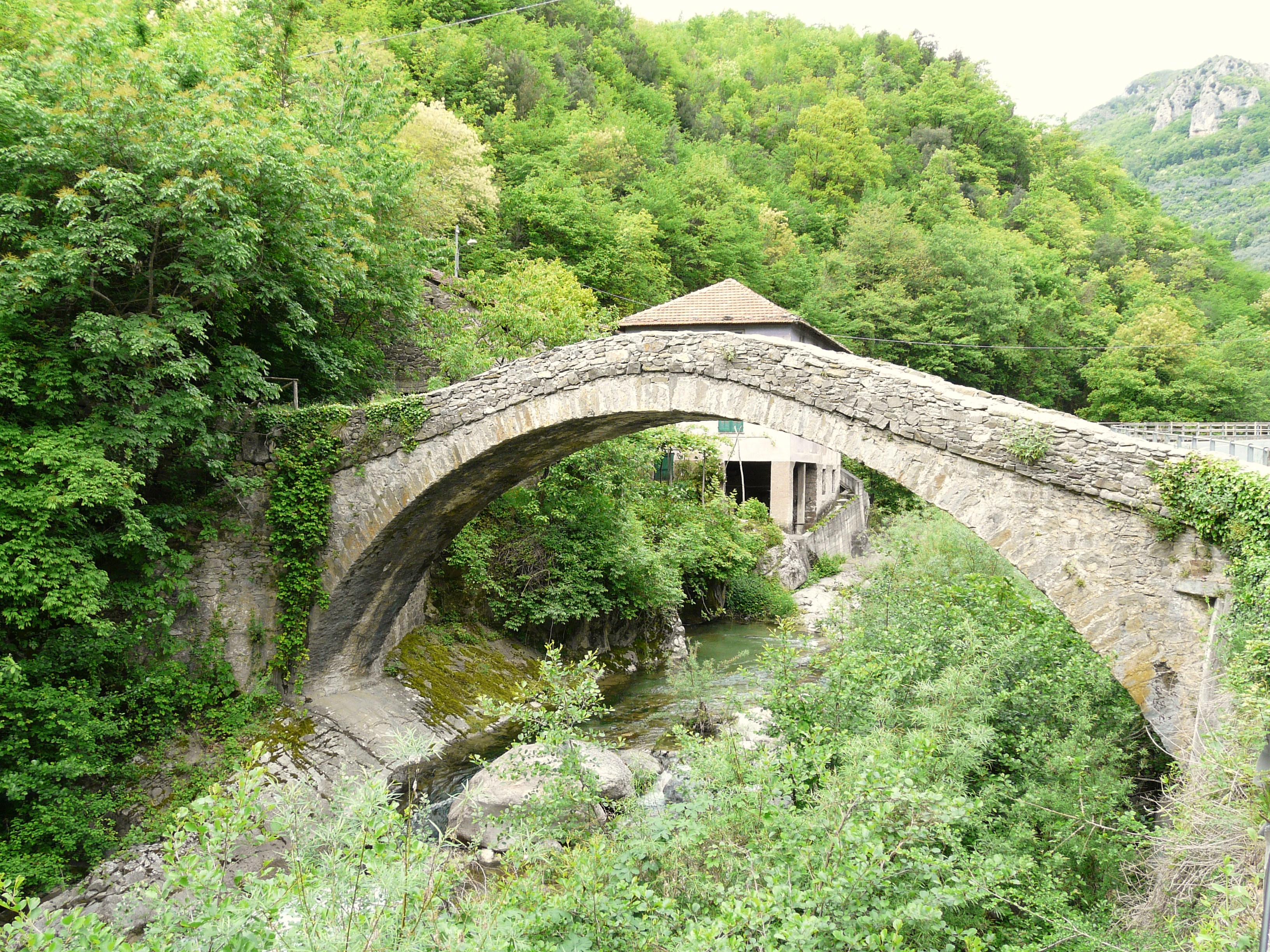
Antico ponte sul Pennavaira a Nasino

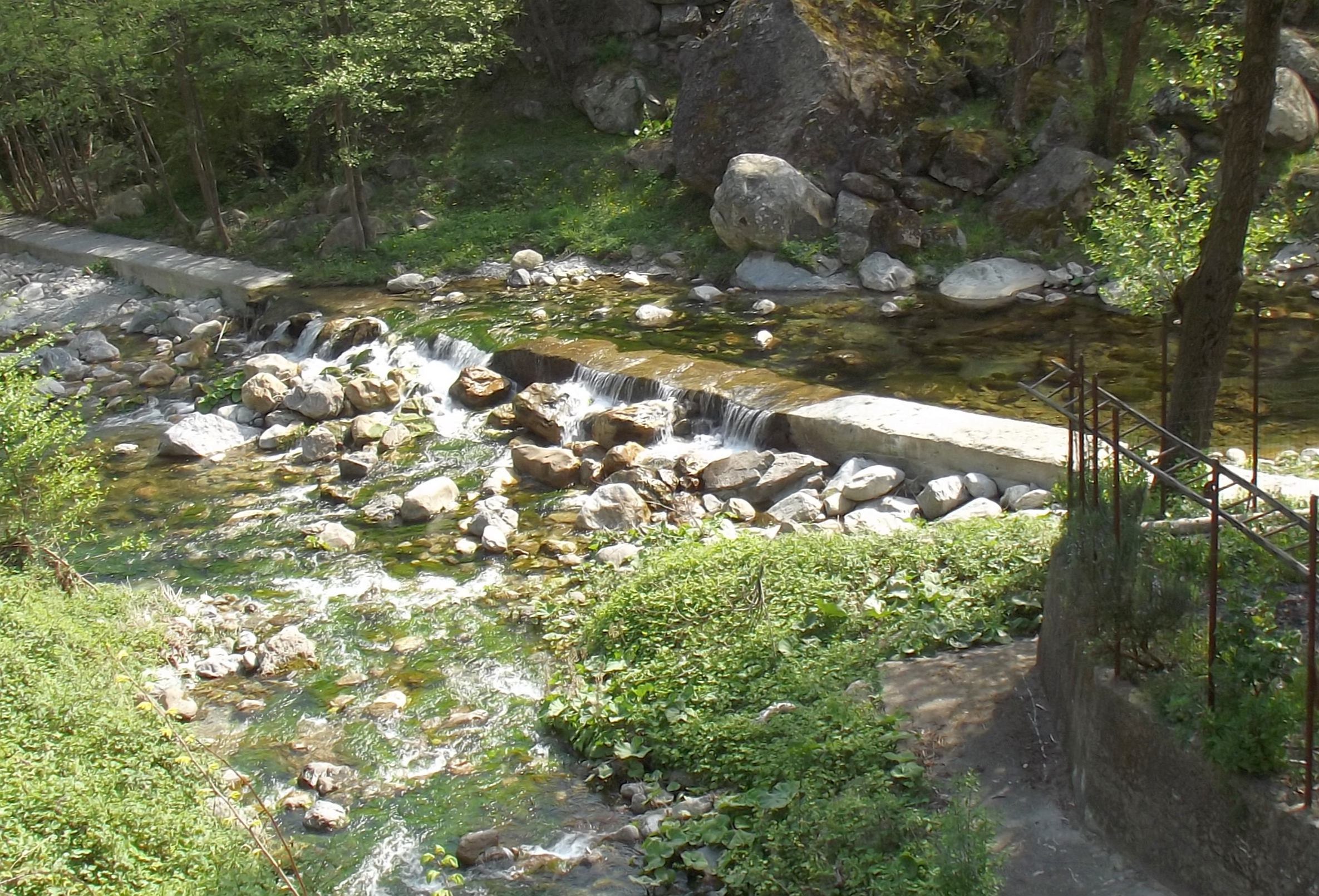
La confluenza nel Neva

Nasce dal Colle di Caprauna a 1.297 m d'altezza in provincia di Cuneo.
Bagna i comuni cuneesi di Caprauna e Alto, poi delimita per un breve tratto il confine tra la provincia di Imperia e la provincia di Cuneo, poi poco dopo il paese di Alto entra in provincia di Savona e bagna Nasino, Castelbianco e Cisano sul Neva.
In località Martinetto di Cisano sul Neva il Pennavaira si getta nel Neva.